# Liste des criminels de guerre nazis les plus recherchés du centre Simon-Wiesenthal
Cet article reprend la liste des criminels de guerre nazis les plus recherchés du centre Simon-Wiesenthal. Cette liste, publiée depuis 2005, est un complément du rapport annuel du centre Simon-Wiesenthal rédigé par Efraim Zuroff, sur les enquêtes et inculpations de criminels de guerre nazis.

## Liste de 2015
Cette liste est présentée ci-dessous.
1. Gerhard Sommer, né le 24 juin 1921. Dernière résidence connue : Allemagne.
2. Vladimir Katriuk né le 1er octobre 1921. Dernière résidence connue : Canada. Il est mort le 22 mai 2015 (à 93 ans)[2].
3. Alfred Stark ou Stoerk. Dernière résidence connue : Allemagne. Caporal au moment des faits, il a été condamné en son absence par le tribunal militaire de Rome pour sa participation au meurtre de 117 prisonniers de guerre italiens sur l'île grecque de Céphalonie.
4. Johann Robert Riss. Dernière résidence connue : Allemagne. Sergent au moment des faits, il a été condamné en son absence le 25 mai 2011 pour sa participation au meurtre de 184 civils lors du massacre de Padule di Fucecchio, en Italie[3].
5. X - nom inconnu. Dernière résidence connue : Danemark. Cette personne est recherchée pour le meurtre de Juifs à Babrouïsk, en Biélorussie.
6. Y - nom inconnu. Dernière résidence connue : Allemagne. Cette personne est recherchée pour complicité dans le meurtre de Juifs hongrois à Auschwitz.
7. Z - nom inconnu. Dernière résidence connue : Norvège. Cette personne est recherchée pour le meurtre de Juifs en Pologne et en Ukraine.
8. Oskar Gröning, né le 10 juin 1921. Son procès pour « complicité de meurtres dans au moins 300 000 cas » a commencé le 21 avril 2015 à Lunebourg (Basse-Saxe, Allemagne). Il est mort le 9 mars 2018 (à 96 ans)[4].
9. Algimantas Dailidė, né le 12 mars 1921. Extradé en Allemagne par les États-Unis en 2004. Condamné à une peine de cinq ans d'emprisonnement, son état de santé a été jugé incompatible avec l'application de sa peine.
10. Helmut Oberlander. Dernière résidence connue : Canada.

## Personnes présentes sur les listes précédentes
- Hans Lipschis, né le 7 novembre 1919. Arrêté en Allemagne en 2013[5], il a été déclaré non-jugeable pour démence. Décédé le 16 juin 2016 (à 96 ans).
- Theodor Szehinskyj. Dernière résidence connue : États-Unis.
- Søren Kam, retiré de la liste en 2014. Il est mort le 23 mars 2015.
- Ivan (John) Kalymon, retiré de la liste en 2014. Retrouvé aux États-Unis, il a été déchu de sa nationalité américaine et est mort en 2014, durant l'instruction de la demande de son extradition vers l'Allemagne[6].
- Aribert Heim, retiré de la liste en 2014. Il est mort en 1992, sans avoir été retrouvé[7].
- Alois Brunner, retiré de la liste en 2013 car supposé mort[7]. En 2014, sa mort en 2010 en Syrie est rapportée[8].
- Mikhail Gorshkow (en), retiré de la liste après sa mort en 2013, après qu'il a fui en Estonie et ait été déchu de sa nationalité américaine[7]. En 2011, aucune charge l'enquête le concernant a été classé sans qu'aucune charge ne soit retenue contre lui, en raison de preuves non-concluantes[9].
- László Csatáry, retiré de la liste en 2013[7]. Il est mort le 10 août 2013.
- Charles Zentai, retiré de la liste en 2012[10]. La Haute Cour d'Australie a jugé que Zentai ne pouvait pas être extradé en Hongrie car la notion de « crime de guerre » n'existait pas à l'époque des faits reprochés dans le droit hongrois.
- Klaas Carel Faber, retiré de la liste en 2012[10]. Il est mort le 24 mai 2012, pendant l'étude de son extradition de l'Allemagne vers les Pays-Bas[11].
- Sándor Képíró, retiré de la liste en 2011[12]. Il est mort le 3 septembre 2011, après avoir été relaxé en juillet de la même année par un tribunal de Budapest.
- Adam Nagorny, retiré de la liste en 2011[12]. Il est mort en 2011[13].
- Milivoj Ašner, retiré de la liste en 2011[12]. Il est mort le 14 juin 2011.
- Samuel Kunz, retiré de la liste en 2010[14]. Il est mort le 18 novembre 2010[15].
- Adolf Storms, retiré de la liste en 2010[14]. Il est mort le 28 juin 2010, avant que son procès ne s'ouvre.
- Peter Egner (en), retiré de la liste en 2010[14]. Il est mort en janvier 2011, avant que son procès ne s'ouvre[16].
- John Demjanjuk, retiré de la liste en 2009[17]. Extradé en 2009 en Allemagne, il a été condamné en 2011 et a fait appel. Il est mort le 17 mars 2012, avant que le procès en appel n'ait lieu. Quelques jours après sa mort, le porte-parole du tribunal de Munich a indiqué que, selon les lois allemandes, Demjanjuk était « présumé innocent », qu'il n'avait pas de condamnation à son casier judiciaire et que le jugement de première instance était invalidé[18].
- Heinrich Boere, retiré de la liste en 2009[17]. Condamné à la prison à vie en 2010, il est mort le 1er décembre 2013.
- Harry Männil (en), retiré de la liste en 2009[17]. Il a été acquitté en 2005, après cinq années d'instruction[19]. Il est mort le 11 janvier 2010.
- Erna Wallisch, retirée de la liste en 2007[20]. Elle meurt le 21 février 2008, pendant l'instruction.
- Lajos Polgár, retiré de la liste en 2006[21]. Il meurt le 12 juillet 2006[22].
- Ladislav Niznansky, retiré de la liste en 2006[23]. Il a été acquitté en 2005 par un tribunal allemand, faute de preuves irréfutables[24]. Il est mort le 23 décembre 2013[25]
- Jakob Reimer (en), retiré de la liste en 2005[26]. Son extradition a été autorisée mais il est mort avant qu'elle soit appliquée[27].
- Nada Šakić (de), retirée de la liste en 2004[28]. Elle est morte en 2008.
- Rosemarie Albrecht, retirée de la liste en 2004[28]. Elle est morte le 7 janvier 2008.
- Petras Bernatavicius, retiré de la liste en 2004[28]; il est mort en 1992.